# Hank Lammens
Hank Jacob Lammens (Brockville, 21 de febrero de 1966) es un deportista canadiense que compitió en vela (en las clases Soling y Finn) y en hockey sobre hielo.
Ganó tres medallas en el Campeonato Mundial de Finn entre los años 1990 y 1994. Además, obtuvo una medalla se bronce en el Campeonato Europeo de Soling de 1987.

## Palmarés internacional
| Campeonato Europeo | Campeonato Europeo | Campeonato Europeo | Campeonato Europeo |
| Año                | Lugar              | Medalla            | Clase              |
| ------------------ | ------------------ | ------------------ | ------------------ |
| 1987               | Karlshamn (Suecia) | Medalla de bronce  | Soling             |

| Campeonato Mundial | Campeonato Mundial    | Campeonato Mundial | Campeonato Mundial |
| Año                | Lugar                 | Medalla            | Clase              |
| ------------------ | --------------------- | ------------------ | ------------------ |
| 1990               | Porto Carras (Grecia) | Medalla de oro     | Finn               |
| 1991               | Kingston (Canadá)     | Medalla de oro     | Finn               |
| 1994               | Pärnu (Estonia)       | Medalla de plata   | Finn               |

1. ↑  En algunas ediciones del Campeonato Europeo se permitió la participación de regatistas de otros continentes.